# Park Row (Manhattan)

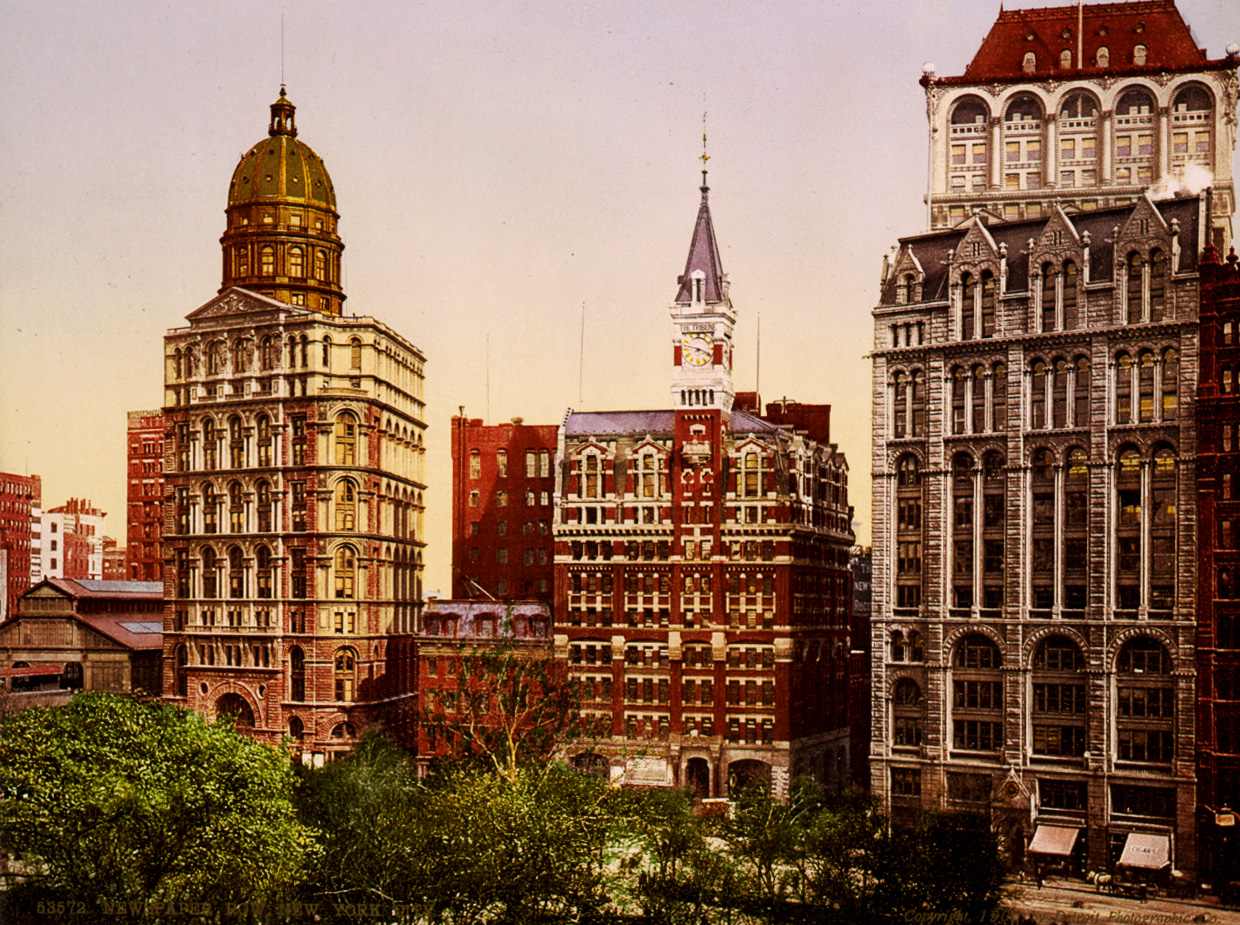
Die Park Row um 1900

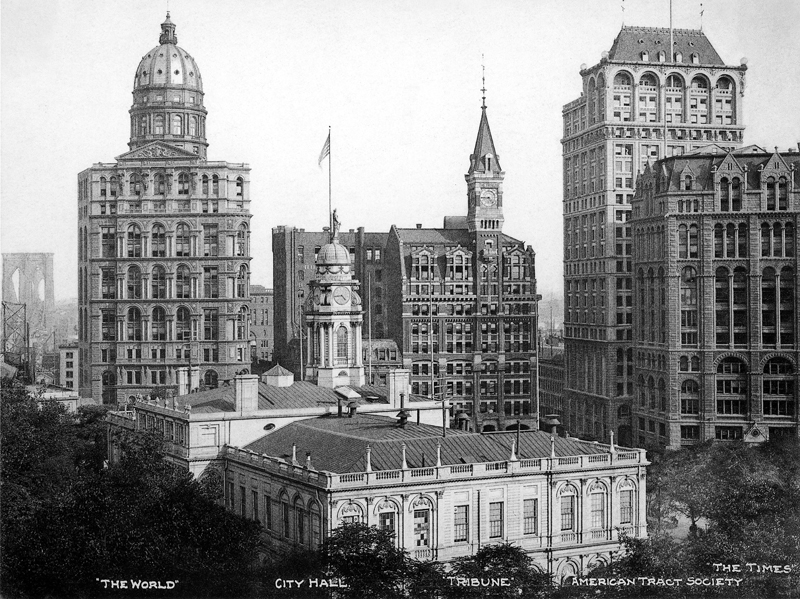
Ansicht mit dem Rathaus

Park Row ist eine Straße in Lower Manhattan, New York City. Sie verläuft vom Financial District durch das Civic Center bis zum Chatham Square in Chinatown.

## Geschichte

### Frühere Geschichte
Gegen Ende des 18. Jahrhunderts war die Boston Post Road die bedeutendste Verbindung zwischen New York, Albany und Neuengland. Ein Großteil der Streckenführung durch Manhattan, die als Eastern Post Road bekannt war, wurde zwischen 1839 und 1844 im Zuge der Einführung des Straßenrasters als Teil des Commissioners’ Plan von 1811 aufgegeben. Der aufgegebene Teil wurde im Bereich der City Hall in Park Row umbenannt.

### Die Entwicklung zurNewspaper Row
Ursprünglich hieß die Park Row Chatham Street und erhielt um die Jahrhundertwende des 19. Jahrhunderts den Spitznamen Newspaper Row, aufgrund der vielen ansässigen Zeitungen und Buchverlage und auch der Lage zum Rathaus. Bekannte Gebäude aus der Zeit sind das New York Times Building, das American Tract Society Building, das New York Tribune Building sowie das New York World Building. Eines der höchsten und zur Glanzzeit der Newspaper Row errichteten Gebäude ist das Park Row Building, seinerzeit mit 119 Metern das höchste Gebäude der Stadt. Mehrere Prunkbauten wie das Tribune Building mussten anderen Gebäuden weichen, oder wie im Falle des World Buildings und der Brooklyn Train Station der erweiterten Auffahrt der Brooklyn Bridge.

### Heutige Entwicklung
Viele Bauten die noch erhalten sind, gehören heute der privaten Universität Pace University, lediglich die Namen der ehemals ansässigen Firmen sind noch im Gebäudenamen erhalten, Teile der Gebäude wurden im Laufe der Jahre in Privatwohnungen umgebaut. Das höchste Gebäude an der Park Row ist seit 2020 der 214 Meter hohe Wolkenkratzer 25 Park Row.